# Halland

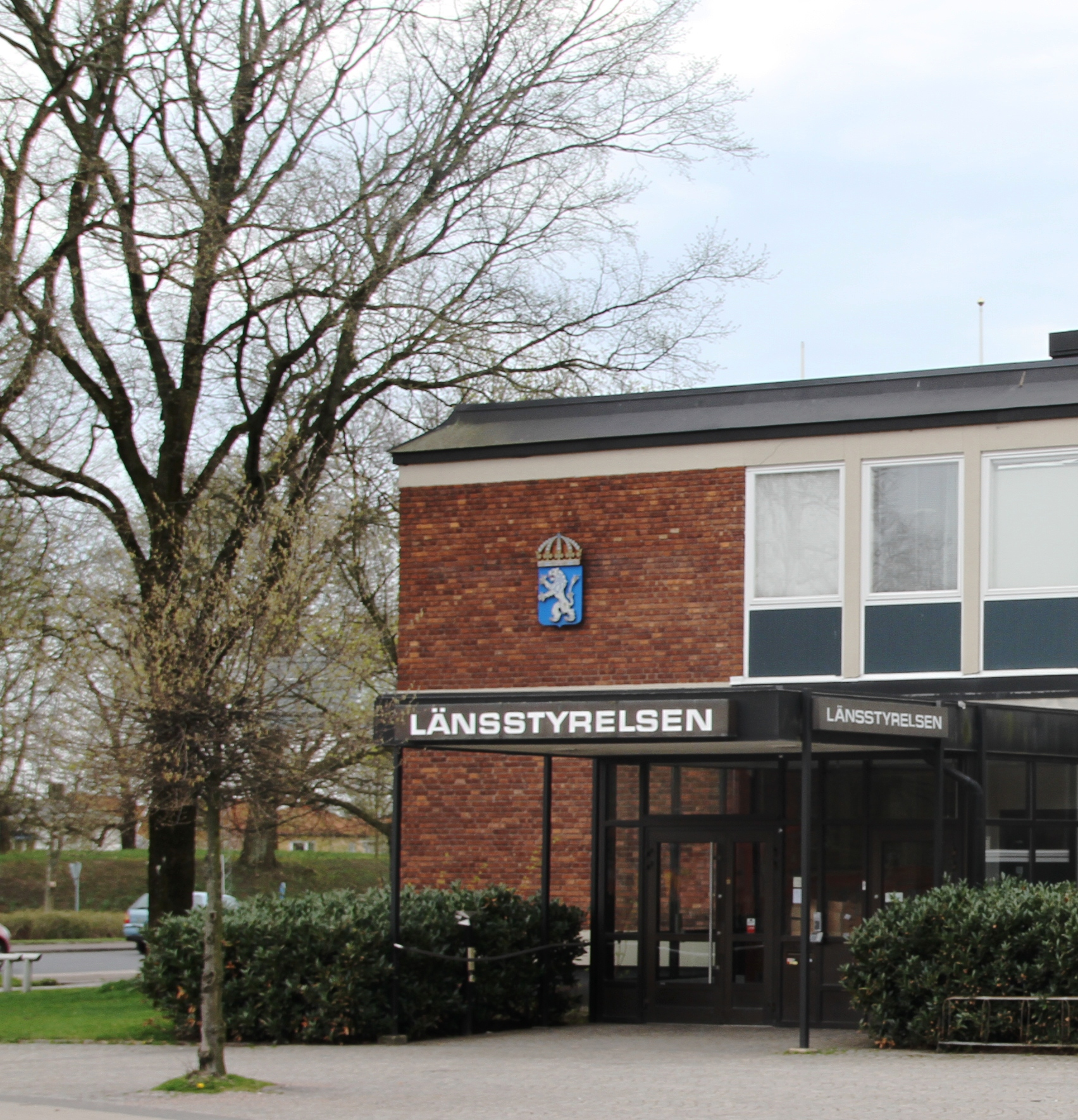
Siedziba Länsstyrelsen w Halmstad

Halland (szw. Hallands län) – jeden ze szwedzkich regionów administracyjnych (län). Siedzibą władz regionu (residensstad) jest Halmstad.

## Geografia
Region administracyjny Halland jest położony na zachodnim wybrzeżu Szwecji (Västkusten), w południowo-zachodniej części Götaland nad cieśniną Kattegat. Region obejmuje niemal całą prowincję historyczną (landskap) Halland oraz niewielkie fragmenty Västergötlandu i Smalandii.
Graniczy z regionami administracyjnymi Västra Götaland, Jönköping, Kronoberg oraz Skania.

### Demografia
30 września 2016 roku Halland liczył 318 713 mieszkańców (7. pod względem zaludnienia z 21 regionów administracyjnych Szwecji), gęstość zaludnienia wynosiła 58,4 mieszkańców na km².

## Historia
W 1645 roku na mocy traktatu w Brömsebro Dania została zmuszona do oddania Szwecji prowincji Halland na okres 30 lat jako zastawu pod odszkodowania wojenne. W 1658 roku (traktat w Roskilde) Halland przeszedł definitywnie we władanie Szwecji.
Początkowo Halland był zarządzany przez szwedzkiego gubernatora. Pierwszym generałem-gubernatorem, którego kompetencje obejmowały także sprawy Hallandu, został Lennart Torstensson. W 1658 roku Bengt Christoffersson Lilliehöök objął funkcję landshövdinga Hallandu.
W 1683 roku w Halland wprowadzono prawo szwedzkie, a w 1719 roku prowincja otrzymała własny zarząd (länstyrelsen) z siedzibą w Halmstad.

## Gminy i miejscowości

### Gminy
Region administracyjny Halland jest podzielony na 6 gmin:
| - Falkenberg (43 568) - Halmstad (98 095) - Hylte (10 820) - Kungsbacka (80 159) - Laholm (24 500) - Varberg (61 571) |

Uwagi: W nawiasie liczba mieszkańców; stan na 30 września 2016 roku.

### Miejscowości
10 największych miejscowości (tätort) regionu administracyjnego Halland (2010):
| #  | Miejscowość | Gmina               | Liczba mieszkańców (2010) |
| -- | ----------- | ------------------- | ------------------------- |
| 1  | Halmstad    | Halmstad            | 58 577                    |
| 2  | Varberg     | Varberg             | 27 602                    |
| 3  | Falkenberg  | Falkenberg          | 20 035                    |
| 4  | Kungsbacka  | Kungsbacka          | 19 057                    |
| 5  | Onsala      | Kungsbacka          | 11 951                    |
| 6  | Billdal     | Kungsbacka/Göteborg | 6 482                     |
| 7  | Laholm      | Laholm              | 6 150                     |
| 8  | Oskarström  | Halmstad            | 4 071                     |
| 9  | Hyltebruk   | Hylte               | 3 716                     |
| 10 | Åsa         | Kungsbacka          | 3 369                     |